# Vireo osburni
Vireo osburni là một loài chim trong họ Vireonidae.